# Stazione di Holstenstraße
La stazione di Holstenstraße è una fermata ferroviaria posta lungo la Verbindungsbahn, il passante ferroviario di superficie che serve la città tedesca di Amburgo.

## Strutture e impianti
La fermata è posta lungo la Verbindungsbahn alla progressiva chilometrica 290,9, ed è punto d'origine della linea di collegamento verso la stazione di Diebsteich.

## Movimento
Template:S-Bahn di Amburgo/Linea S5
La fermata è servita dalle linee S2 e S5 della S-Bahn.